# ݱ
Rā petit ṭāʾ et deux points suscrits ‹ ݱ › est une lettre additionnelle de l’alphabet arabe utilisée dans l’écriture du khowar et du yidgha. Elle est composée d’un rā ‹ ر › diacrité d’un petit ṭāʾ et deux points suscrits ou d’un zāy ‹ ز › diacrité d’un petit ṭāʾ et deux points suscrits au lieu d’un point suscrit.

## Utilisation
En khowar, ‹ ݱ › représente une consonne fricative rétroflexe voisée [ʐ], transcrite s point souscrit ‹ ṣ › avec l’alphabet latin.